# 고정 분할 다중프로그래밍
고정 분할 다중프로그래밍(Fixed Partition Multiprogramming, FPM)은 시스템의 성능 향상을 위해 동시에 여러 프로그램들이 주기억장치에 적재되도록 하며, 이를 위해 주기억장치를 사용자 공간을 미리 여러 개의 영역으로 분할한다.